# غاريث ديفيز
غاريث ديفيز (بالإنجليزية: Gareth Davies)‏ (11 يوليو 1949 بانغور المملكة المتحدة - ) هو لاعب كرة قدم بريطاني يلعب كمدافع.

## مسيرته الكروية
لعب غاريث ديفيز خلال مسيرته الاحترافية مع نادِ واحدٍ في سبعة عشر موسمًا وسجل خلالها 9 أهداف ضمن 489 مباراة. ولم يفز بأي موسم بالكأس أو بالدوري.
خاض غاريث ديفيز مسيرته مع نادي ريكسهام في موسم 1966–67 ليلعب معه سبعة عشر موسمًا، مشاركًا في 489 مباراة سجل خلالها 9 أهداف.

## روابط خارجية
- غاريث ديفيز على موقع قاعدة بيانات كرة القدم.إي يو (الإنجليزية)
- غاريث ديفيز على موقع ناشيونال فوتبول تيمز (الإنجليزية)